# Convention pour la sauvegarde du patrimoine culturel immatériel
La Convention pour la sauvegarde du patrimoine culturel immatériel est un traité de l'UNESCO adopté par la Conférence générale de l'UNESCO le 17 octobre 2003. La Convention est entrée en vigueur en 2006 à la suite de sa ratification par 30 États parties. Elle fait suite au programme de la « Proclamation des chefs-d'œuvre du patrimoine oral et immatériel de l'humanité ». En 2015, 163 États ont ratifié la Convention.

## Présentation

Pays l'ayant ratifié

En 2003, l’UNESCO a adopté une Convention pour la sauvegarde du patrimoine culturel immatériel qui a été ratifiée à ce jour par 183 États, dont la France en 2006. Cet instrument international répondait à la nécessité de redéfinir la notion de patrimoine, apportant ainsi une reconnaissance aux formes d’expression culturelles qui n’entrent pas dans la conception matérielle du patrimoine telle que définie par la Convention de 1972 pour la protection des sites et des monuments, naturels et culturels.
Selon l’article 2 de la Convention, le terme de patrimoine culturel immatériel (PCI) désigne « les pratiques, représentations, expressions, connaissances et savoir-faire (ainsi que les instruments, objets, artefacts et espaces culturels qui leur sont associés) que les communautés, les groupes et, le cas échéant, les individus reconnaissent comme faisant partie de leur patrimoine culturel ».
Ce patrimoine vivant, transmis de génération en génération, « est recréé en permanence par les communautés et groupes en fonction de leur milieu, de leur interaction avec la nature et de leur histoire, et leur procure un sentiment d’identité et de continuité ». Il se manifeste notamment dans les traditions et expressions orales, les arts du spectacle, les pratiques sociales, rituels et événements festifs, les connaissances et pratiques concernant la nature et l’univers, ainsi que les savoir-faire liés à l’artisanat traditionnel.
L’objectif central de la Convention est la sauvegarde du patrimoine culturel immatériel, le terme de sauvegarde désignant un ensemble de mesures formant une chaîne de traitement patrimonial afin d’assurer la viabilité effective du PCI :
- identification et recensement
- documentation, étude et recherche
- protection
- transmission par l’éducation formelle et non-formelle
- valorisation et revitalisation.

En France, c’est le Département du pilotage de la recherche et de la politique scientifique, au sein de la Direction générale des patrimoines (Ministère de la culture et de la communication), qui est chargé de coordonner la mise en œuvre de la Convention. En 2011, il a désigné le Centre français du patrimoine culturel immatériel (CFPCI), une antenne de la Maison des cultures du monde basée au Prieuré Notre-Dame de Vitré à Vitré en Ille-et-Vilaine, « organisme compétent pour la sauvegarde du patrimoine culturel immatériel présent sur le territoire national ».

## Contenu

### Disposition de la Convention
La Convention contient des dispositions suivantes :
I. Dispositions générales
II. Organes de la Convention
III. Sauvegarde du patrimoine culturel immatériel à l'échelle nationale
IV. Sauvegarde du patrimoine culturel immatériel à l'échelle internationale
V. Coopération et assistance internationales
VI. Fonds du patrimoine culturel immatériel
VII. Rapports
VIII. Clause transitoire
IX. Dispositions finales

### Buts de la Convention
Contrairement à d'autres Conventions de l'UNESCO, cette convention commence en indiquant ses buts, qui sont les suivants :

« (a) la sauvegarde du patrimoine culturel immatériel ;

(b) le respect du patrimoine culturel immatériel des communautés, des groupes et des individus concernés ;

(c) la sensibilisation aux niveaux local, national et international à l’importance du patrimoine culturel immatériel et de son appréciation mutuelle ;

(d) la coopération et l’assistance internationales. »

### Fonction
La Convention travaille à deux échelles, nationale et internationale.
À l'échelle nationale, les États parties sont censés "prendre les mesures nécessaires pour assurer la sauvegarde du patrimoine culturel immatériel présent sur son territoire". Ces mesures comprennent l'identification du patrimoine culturel immatériel qui existe sur son territoire, l'adoption de politiques appropriées, la promotion de l'éducation et ainsi de suite. En outre, en prenant ces mesures, chacun des États parties doit s'efforcer "d’assurer la plus large participation possible des communautés, des groupes et, le cas échéant, des individus qui créent, entretiennent et transmettent ce patrimoine, et de les impliquer activement dans sa gestion".
À l'échelle internationale, cette Convention encourage la coopération internationale, qui comprend "l’échange d’informations et d’expériences, des initiatives communes ainsi que la mise en place d’un mécanisme d’assistance aux États parties dans leurs efforts pour sauvegarder le patrimoine culturel immatériel".

### Listes
Le Comité de la Convention publie et tient à jour deux listes du patrimoine culturel immatériel qui sont :
- la Liste représentative du patrimoine culturel immatériel de l'humanité
- la Liste du patrimoine immatériel nécessitant une sauvegarde urgente

Ainsi qu'un Registre des meilleures pratiques de sauvegarde.